# Susannah McCorkle
Susannah McCorkle (Berkeley (Californië), 4 januari 1946 – Manhattan (New York), 19 mei 2001) was een Amerikaanse jazzzangeres.

## Biografie
McCorkle was de dochter van een professor in de antropologie en de familie verhuisde vaak. Ze haalde haar highschool-diploma in Harrisburg en ze studeerde vanaf 1964 talen aan de universiteit van Berkeley (bachelor in Italiaanse literatuur, 1969), waarbij ze ook langere tijd in Mexico was. Ze werkte ook als tolk in Parijs en Rome en als zangeres op een Italiaans cruiseschip. Ze werd gestimuleerd door het luisteren naar platen van Billie Holiday, maar ze besloot toch jazzzangeres te worden en verhuisde in 1972 naar Londen. In 1976 verscheen daar haar debuutalbum The Music of Harry Warren bij EMI Records, gevolgd door een album met songs van Johnny Mercer.
Daar ontmoette ze ook haar begeleidingspianist en echtgenoot (tot 1980) Keith Ingham, met wie ze ook naar New York ging. Tijdens deze periode werkte ze in 1975 ook als zangeres bij trompettist Dick Sudhalter in de Verenigde Staten, maar verhuisde pas in 1978 permanent naar New York, waar een verbintenis van vijf maanden in de Cookery in Greenwich Village haar bekendheid verschafte. Ze trad meestal op met piano-trio-begeleiding in cabaretkringen en nam vanaf de jaren 1980 regelmatig op. In 1988 had ze met No More Blues en in 1990 met Sábia (met Braziliaanse songs, die ze deels vertaalde) grote successen bij Concord Records. McCorkle had een bijzondere affiniteit voor de Braziliaanse bossanova, die bovendien goed werd ontvangen door het publiek in New York. Haar lievelingsnummer was Aguas de Marco van Antônio Carlos Jobim.
Ze had optredens in het Lincoln Center en de Carnegie Hall en zong begeleid door de New York Pops onder Skitch Henderson. Nadat ze borstkanker had overwonnen, leed ze onder depressies. In 2002 pleegde ze zelfmoord door van het balkon van haar appartement in Manhattan te springen.
McCorkle werd naar eigen zeggen beïnvloed door Billie Holiday. Ze zag zichzelf minder als jazzzangeres en hechtte veel waarde aan goede songteksten.

## Als schrijfster
McCorkle schreef al aan de universiteit en publiceerde korte verhalen in tijdschriften als Cosmopolitan en Mademoiselle (voor Ramona by the Sea, gepubliceerd in Mademoiselle in 1973, kreeg ze een van de O. Henry Awards voor hetzelfde jaar), werkte ze aan een roman (1991) resp. herinneringen aan haar beginjaren als zangeres in Rome en schreef ze in The New York Times Magazine en American Heritage portretten van Ethel Waters, Bessie Smith, Mae West, Irving Berlin en anderen.

## Privéleven en overlijden
McCorkle was twee keer getrouwd, eerst met pianist Keith Ingham (tot 1980) en daarna met journalist Dan DiNicola (tot 1999). Ze overleed op 55-jarige leeftijd door op 19 mei 2001 van het balkon van haar appartement op de 16e verdieping in Manhattan te springen.
- Bibliothèque nationale de France: cb13959641k (data)
- Gemeinsame Normdatei: 132668998
- International Standard Name Identifier: 0000 0000 7365 0697
- Library of Congress Control Number: n82153293
- MusicBrainz: d5bd3f89-f148-4c97-ad41-a9f319ede1b3
- Nederlandse Thesaurus van Auteursnamen: 104778628
- SNAC: w62p8045
- Système universitaire de documentation: 15770338X
- Virtual International Authority File: 32190087
- WorldCat: E39PBJcgtRHgFbtDh3yhvmWdQq